# Columna Sud-Ebre
La Columna Sud-Ebre va ser un cos militar organitzat a Barcelona per la CNT-FAI per a lluitar contra el bàndol nacional en la guerra civil espanyola.
La revolta militar de juliol de 1936 que va conduir a la Guerra Civil espanyola (1936-1939) va produir una mobilització general de la CNT en la qual Antoni Ortiz Ramírez va tenir un destacat protagonisme, sobretot en la sufocació del cop d'estat a Barcelona, compromès en primera línia igual que els altres membres del grup "Nosotros".
El 24 de juliol de 1936 surt de Barcelona al capdavant d'uns 800 homes en direcció a Casp, en les rodalies dels quals està la línia del front. Aquesta expedició es coneix amb el nom de "Segona Columna", "Columna Sud-Ebre", "Columna Ortiz" o "Columna Roja y Negra" (fins que es creés altra columna amb el mateix nom), i va anar creixent a mesura que absorbia molts grups espontanis i desorganitzats.

## Història
La columna "Sud-Ebre", delegada per l'ebenista Antoni Ortiz Ramírez (membre del grup "Nosotros"), sortiria de Barcelona el 24 de juliol de 1936 per tren. Tindria al tinent coronel d'Infanteria Fernando Salavera com a conseller militar, així com els capitans Terrer i Gordo. Des d'un principi compondrien la columna bastants soldats del Regiment n. 34. Així mateix comptaven amb tres bateries d'artilleria.
El seu primer objectiu va ser Casp, que llavors estava dominada per una companyia de la Guàrdia Civil i uns 200 falangistes aragonesos, sota el comandament del capità Negrete. Aquesta operació va estar iniciada per un grup independent d'anarquistes de Lleida que dirigien els germans Subirats. Per això, encara que després va rebre suport de la Columna Durruti i de la Columna Ortiz, la presa se li pot atribuir a totes les columnes conjuntament, ja que de vegades es diu que Casp va ser pres per la Columna Durruti, o bé per la Columna Ortiz.
Després de vèncer la resistència de l'enemic, els milicians, que van perdre uns 250 efectius en l'operació, van ocupar la vila, seguint cap a Alcanyís, que va ser presa després de breus combats. Llavors, la columna es va subdividir: una part d'ella va quedar situada en la línia Híjar-Escatrón i l'altra es va dirigir cap a Belchite, davant la qual població va quedar atrinxerada després d'ocupar Sástago, La Zaida i Azaila.
La Generalitat va donar a conèixer l'ocupació de Casp amb aquest comunicat: Les forces del Regiment d'Infanteria n. 18 i milicians de Lleida i l'artilleria de Barcelona, han ocupat, previ un petit bombardeig, la ciutat de Casp, al crit de "Visca la Llibertat". El poble ha rebut a la columna de la llibertat aclamant a la germana Catalunya.
En el seu camí aquesta columna va absorbir una petita columna de militars manada per Luis Jubert Salieti. En el futur algun cop a la Columna Sud Ebre se la hi coneixeria com a columna Jubert. Aquest manaria posteriorment breument la divisió 25 (ex-columna Ortiz). La columna Sud Ebre va establir el seu lloc de comandament a Híjar (Terol), amb comandament d'urgència a Lécera (Saragossa), ocupant les línies del front des del marge dret de l'Ebre (el sud de l'Ebre). S'unia amb la Columna Durruti, també confederal, pel marge esquerre del riu fins a enllaçar pel sud (província de Terol), amb la Columna Macià-Companys.
Les Columnes que operaven al sud de l'Ebre, havent desallotjat a l'enemic de la Zaida, Sástago, Azaila, Almonesir de la Cuba, Vinaceite, Híjar, Puebla de Híjar, Lécera, Lagata, Letux, Azuara i Fuentetodos, estableixen front davant les poblacions de Quinto i Belchite, que tanquen l'accés a Saragossa, punts en els quals se succeeixen constants i sagnants combats. Després de la conquesta d'Alcanyís, les milícies que componen l'ala esquerra, ocupen Calanda, Alcorisa, Ollete, Muniesa, Blesa, Corts d'Aragó, Montalban, Martín del Río i Vivel del Río.
A primers de setembre, a la unitat d'Antoni Ortiz se li va agregar una petita columna anomenada Carod-Ferrer. Aquesta va ocupar el poble natal de Goya, Fuendetodos, el 21 de setembre i es va parapetar davant Villanueva de Huerva. Estava comandada per Saturnino Carod Lerín, destacat dirigent anarcosindicalista aragonès que durant la revolta militar de Saragossa se li havia encomanat organitzar la resistència anarquista a la comarca de la Matarranya. Durant uns dies van romandre als pobles limítrofs de Tarragona, rebent el suport del comandant de la Guàrdia Civil José Ferrer Bonet. En reprendre Vall-de-roures i la resta de la comarca es van dirigir, estant ja en la Columna Sud Ebre a Fuendetodos. Van prendre el poble en una acció per sorpresa uns 140 milicians, on es van enfrontar amb un grup de falangistes i guàrdies que rebrien el suport d'uns 700 dretans enviats des de Saragossa. Després de resistir dos dies van rebre el suport de la columna Ortiz.
Al costat d'aquest grup es trobava també una altra partida, la columna Hilario-Zamora, que com a cap civil dirigia l'anarquista lleidatà Hilari Esteban i com a cap militar el capità d'infanteria del regiment d'Almansa, Sebastián Zamora, al costat del capità Santiago López Oliver. Aquesta columna procedia de Lleida. En aquest grup estarien assignades un grup de milicianes com Concha Pérez, Rosario Sánchez, Casilda Méndez, Maria Rius o Pepita Vázquez Núñez, que van participar en l'intent de presa de Belchite.
També s'unirien a la Columna Sud Ebre, poc després, arribada de Tarragona, al comandament del coronel Ángel Martínez Peñalver, en decidir aquest la seva tornada a Barcelona, segons ell per no entendre's amb Antoni Ortiz. Rebrien també alguns reforços d'algunes milícies valencianes. La integraven uns 450 soldats, una companyia de 146 efectius de guàrdia civils, 50 carabiners i alguns milicians. Es va dirigir al Baix Aragó i s'uniria amb la Columna Carod–Ferrer, combaten i controlen un petit destacament de guàrdies civils en Calaceit arribant a Alcanyís sense més contratemps. Allí s'uneixen ambdues a la columna Ortíz. Amb tots els successius reforços de petites columnes d'altres àrees, la Columna Sud-Ebre, es convertiria en una unitat militar gran, amb uns 5.000 milicians, situats en la riba sud del riu.
Per exemple la columna absorbiria la Columna Insa Arenal de Tarragona per uns 250 soldats i altres 100 milicians sota el comandament del comandant Amadeo Insa Arenal, que va caure en combat pocs dies després a Sástago (4 d'agost). També la Columna Figueres, de la CNT d'aquesta localitat acabaria engrossint la columna Ortiz.
Al principi la columna estava organitzada en tres centúries (Louise Michel, Bakunin i Malatesta), però amb el temps i les noves columnes va haver de reestructurar-se molt. S'organitzaria fins a la seva militarització en 4 sectors, que van anomenar brigades: Carod-Ferrer a Azuara, Hilario-Zamora a Sástago, Valeriano Gordo i Manuel Martínez en Lécera i Miranda i Señer a Azaila. Entre les seves unitats es comptava amb una "brigada d'informació", que es va convertir en la Brigada de la Mort per la seva duresa repressiva. Estava manada per Pasqual Fresquet.

## Militarització
De la Columna Sud-Ebre es va formar, després de la militarització, la 25 Divisió republicana, amb les brigades mixtes 116, 117 i 118. El general Pozas, cap de l'Exèrcit de l'Est, va decidir retirar el comandament a Ortiz de la 25 divisió, i va situar en el seu lloc a García Vivancos l'estiu de 1937 després de les batalles de Belchite (23 d'agost - 6 de setembre) i Fuentes de Ebro, on va trobar que Antoni Ortiz era "poc cooperatiu".
Ortiz no era gaire partidari que la columna es conegués amb el seu nom, i amb motiu de la mort en combat d'un dels seus més benvolguts comandaments, el capità Luis Jubert, a primers de desembre de 1936 al front de Belchite, passarà a denominar-la "Divisió Luis Jubert" (gener 1937), encara que en alguns escrits segueix apareixent fins a finals d'abril de 1937 encara com "2a Columna", "Columna Sud-Ebre" i com a "Divisió Sud-Ebre".

## Documentals
- Documental Ortiz: El general anarquista sin dios ni amo